# Stomacarus ciliosus
Stomacarus ciliosus är en kvalsterart som beskrevs av Malcolm Luxton 1982. Stomacarus ciliosus ingår i släktet Stomacarus och familjen Acaronychidae. Inga underarter finns listade i Catalogue of Life.